# 压力测试
- 關於軟體的類似測試，請見「壓力測試 (軟體)」。
- 關於金融的類似測試，請見「壓力測試 (金融)」。

压力测试（英語：Stress testing）是針對特定系統或是組件，為要確認其穩定性而特意進行的嚴格測試。會讓系統在超過正常使用條件下運作，然後再確認其結果。進行壓力測試的原因可能包括：
- 確認系統在什麼條件下會損壞，以及安全使用條件。
- 確認預測系統在什麼條件下會損壞或其安全使用條件的數學模型是否準確
- 確認是否符合預期的規格
- 確認失效原因
- 確認系統在正常工作條件以外，是否可以正常運作

可靠度工程師常會在預期使用條件下測試待測物，甚至是在可以使待測物提早損壞（加速應力）的條件下測試，目的是了確認待測物的壽命或是其失效模式。
應力或壓力一詞在一些產業（例如材料科學）有特殊的含義。因此應力测试就有其技術上特定的含義（例如材料的疲勞測試）